# Jin Jong-oh
Jin Jong-Oh (Koreaans: 진종오) (Chuncheon, 24 september 1979) is een Koreaans sportschutter. Hij is een van de meest succesvolle schutters uit de historie met vier gouden medailles op de Olympische Zomerspelen. In 2008, 2012 en 2016 won hij goud op de 50 meter pistoolschieten, waarmee hij de enige atleet is die 3 keer achtereen hetzelfde schietonderdeel op de Olympische Spelen won. In 2012 won hij bovendien de 10m luchtpistool op de eerste dag van die Olympische Spelen.
Hij had in 2004 al succes: in Athene won hij het zilver tijdens de Olympische Spelen. Naast zijn Olympische medailles werd hij ook vier keer wereldkampioen.
1988: Tanjoe Kirjakov ·
1992: Wang Yifu ·
1996: Roberto Di Donna ·
2000: Franck Dumoulin ·
2004: Wang Yifu ·
2008: Pang Wei ·
2012: Jin Jong-oh ·
2016: Hoàng Xuân Vinh ·
2020: Javad Foroughi ·
2024: Xie Yu
1896: Sumner Paine ·
1900: Karl Röderer ·
1908: Paul Van Asbroeck ·
1912: Alfred Lane ·
1920: Karl Frederick ·
1936: Torsten Ullman ·
1948: Edwin Vásquez ·
1952: Huelet Benner ·
1956: Pentti Linnosvuo ·
1960: Aleksej Goesjtsjin ·
1964: Väinö Markkanen ·
1968: Grigori Kosysj ·
1972: Ragnar Skanåker ·
1976: Uwe Potteck ·
1980: Aleksandr Melentjev ·
1984: Xu Haifeng ·
1988: Sorin Babii ·
1992: Kanstantsin Loekasjyk ·
1996: Boris Kokorev ·
2000: Tanjoe Kirjakov ·
2004: Michail Nestroejev ·
2008: Jin Jong-oh ·
2012: Jin Jong-oh ·
2016: Jin Jong-oh